# Demokratiskt Moldavien
Demokratiskt Moldavien (Blocul Electoral Moldova Democrată) var en valallians i Moldavien, bestående av partierna:
- Vårt Moldavien
- Demokratiska partiet i Moldavien
- Socialliberala partiet

I parlamentsvalet den 6 mars 2005 fick alliansen 28,4 % av rösterna och 34 av 101 mandat. Efter valet sprack alliansen och de ingående partierna bildade var sin parlamentsgrupp.